# Grafschaft Diepholz
Die Grafschaft Diepholz war ein Territorium im Heiligen Römischen Reich im Niederrheinisch-Westfälischen Reichskreis.
Das Gebiet der Grafschaft lag östlich des Dümmer Sees und der Hunte und umfasste ungefähr die heutigen Gemeinden Samtgemeinde Altes Amt Lemförde, Samtgemeinde Barnstorf, Samtgemeinde Rehden, Diepholz und Wagenfeld. Nach ihr wurde der ehemalige Landkreis Grafschaft Diepholz benannt.

## Geschichte
Im Jahre 1109 war Gottschalk von Diepholz Bischof in Osnabrück. In zwei Urkunden des Bistums Osnabrück werden 1160 Cono und Wilhelm von Diepholz erwähnt. Damals muss eine Burg in Diepholz jedoch schon länger bestanden haben. 
Ab 1177 kommt Edelherr Gottschalk von Diepholz in Urkunden vor, der sich mit Heinrich dem Löwen nach England ins Exil begeben haben soll. Nach der Verbannung Heinrichs des Löwen konnten sich kleinere Territorien in Sachsen entwickeln. So weiteten sie im 13. und 14. Jahrhundert ihr Herrschaftsgebiet von Diepholz aus nach Norden und Süden aus. Durch die Lage zwischen Mooren und übermächtigen Nachbarn wie dem Bistum Minden und der Grafschaft Hoya war diese Expansion schnell beendet. Ursprünglich war das Territorium der Edelherren von Diepholz Allodium, ab 1512 war es Reichslehen. Die Reformation wurde 1528 eingeführt. Ab 1530 führte das Dynastengeschlecht der Diepholzer den Grafentitel. 
Seine Heiratsbeziehungen beschränkten sich im Wesentlichen auf die niedersächsisch-westfälische Nachbarschaft (zu Oldenburg, Rietberg, Hoya, Sternberg, Waldeck, Wunstorf, Lippe, Regenstein; hingegen nicht zu den Welfen, die immerhin gelegentlich mit der Vormundschaft betraut wurden). Von dieser Heiratsgewohnheit abweichend war eine frühe Eheverbindung zum schwedischen Königshaus: Rudolf II. von Diepholz (1262–1303) heiratete 1285 Maria, Tochter des Königs Waldemar von Schweden († 1302), und eine Eheallianz zu einem niederländischen Adelsgeschlecht (Otto IV. von Diepholz heiratete 1441 Hedwig von Bronkhorst), durch die das Haus Ansprüche auf die dortigen Herrschaften Bronkhorst und Borkelo erwarb, was sich auch in einer erweiterten Titulatur „Graff zu Diepholz und Brunckhorst Herr zu Borkelohe“, sowie heraldisch, in einer Wappenmehrung mit den jeweiligen Anspruchswappen zu Bronkhorst und Borkelo, niederschlug.

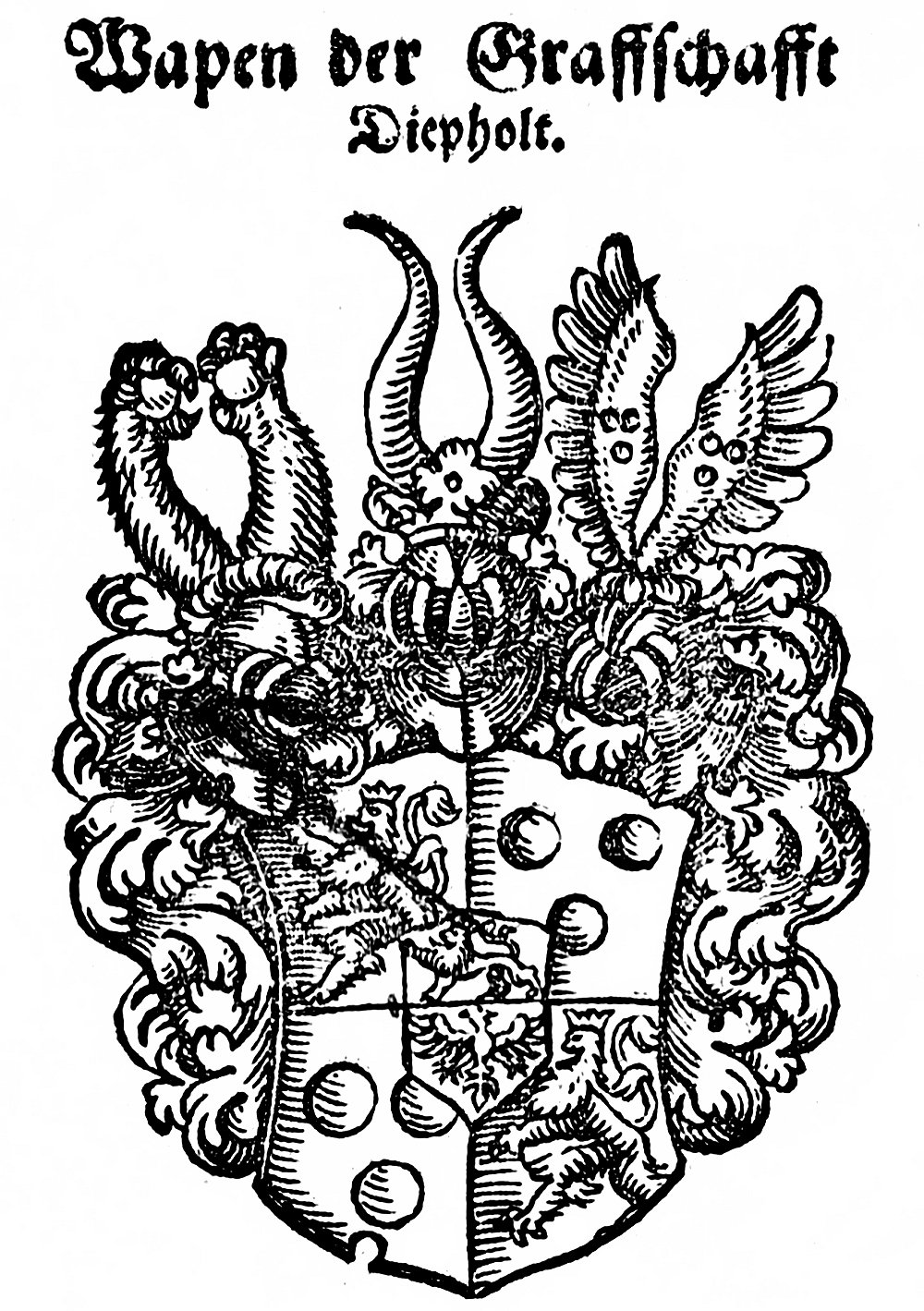
Gemehrtes Wappen der Grafen zu Diepholz

Der letzte Graf von Diepholz, Friedrich II., starb 1585. Die Grafschaft fiel an die Herzöge zu Braunschweig Lüneburg, da für sie eine Lehnsanwartschaft bestand, mit Ausnahme des Amtes Auburg, das Hessen an sich brachte und bis 1816 behielt.
Das Fürstenhaus der Welfen hatte zwar nach dem Tod Friedrichs II. von Diepholz anfänglich eine Vermählung eines braunschweig-lüneburgischen Herzogs mit der Diepholzer Erbtochter Anna Margaretha in Erwägung gezogen, doch da sie 1585 erst fünf Jahre alt war, wollten die Welfen damals noch keine feste Zusage machen und abwarten, ob sie das heiratsfähige Alter überhaupt erreichen werde. Da ihre Großmutter, die alte Gräfinwitwe von Diepholz, aber auch mit dem hessischen Fürstenhaus über eine Ehe mit Anna Margaretha verhandelte, kam es, dass diese 1610 schließlich den Landgrafen Philipp III. von Hessen-Butzbach heiratete und vom Welfenhaus eine Abfindung für den Verzicht ihrer etwaigen Ansprüche an der väterlichen Grafschaft Diepholz erhielt. Sie starb 1629 als hessische Landgräfin in Butzbach an Malaria. Ihre Ehe war kinderlos geblieben.

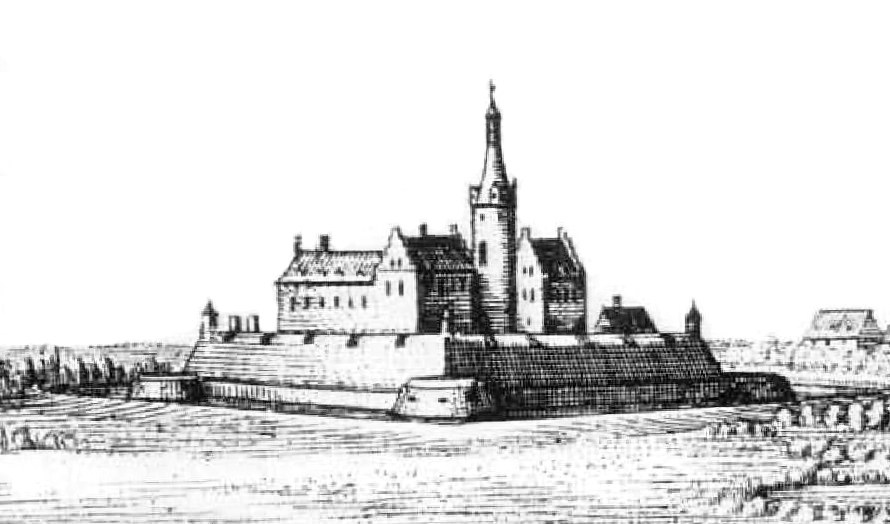
Schloss Diepholz, 1647

## Persönlichkeiten

### Regierende Edelherren und Grafen von Diepholz

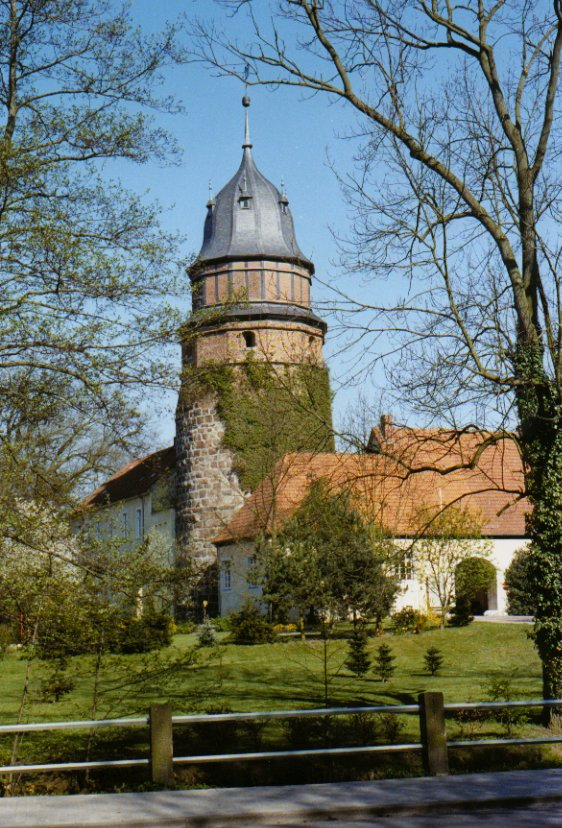
Schloss Diepholz

- um 1160 Cono I. (Konrad) und Wilhelm I.
- ab 1177 Gottschalk I.
- ab 1219 Rudolf I.
- 1233–1265 Johann II.
- 1265–1300 Konrad VI.
- 1300–1350 Rudolf IV.
- 1350–1378 Konrad VIII.
- 1378–1422 Johann III.
- 1422–1426 Konrad X.
- 1426–1462 Otto IV.
- 1462–1473 Konrad XII.
- 1473–1510 Rudolf VIII.
- 1510–1545 Johann VI. (nennt sich ab 1530 Graf von Diepholz)
- 1545–1560 Rudolf IX.
- 1575–1585 Friedrich II. (1560–1575 unter Vormundschaft)

### Edelherren von Diepholz auf Bischofsstühlen

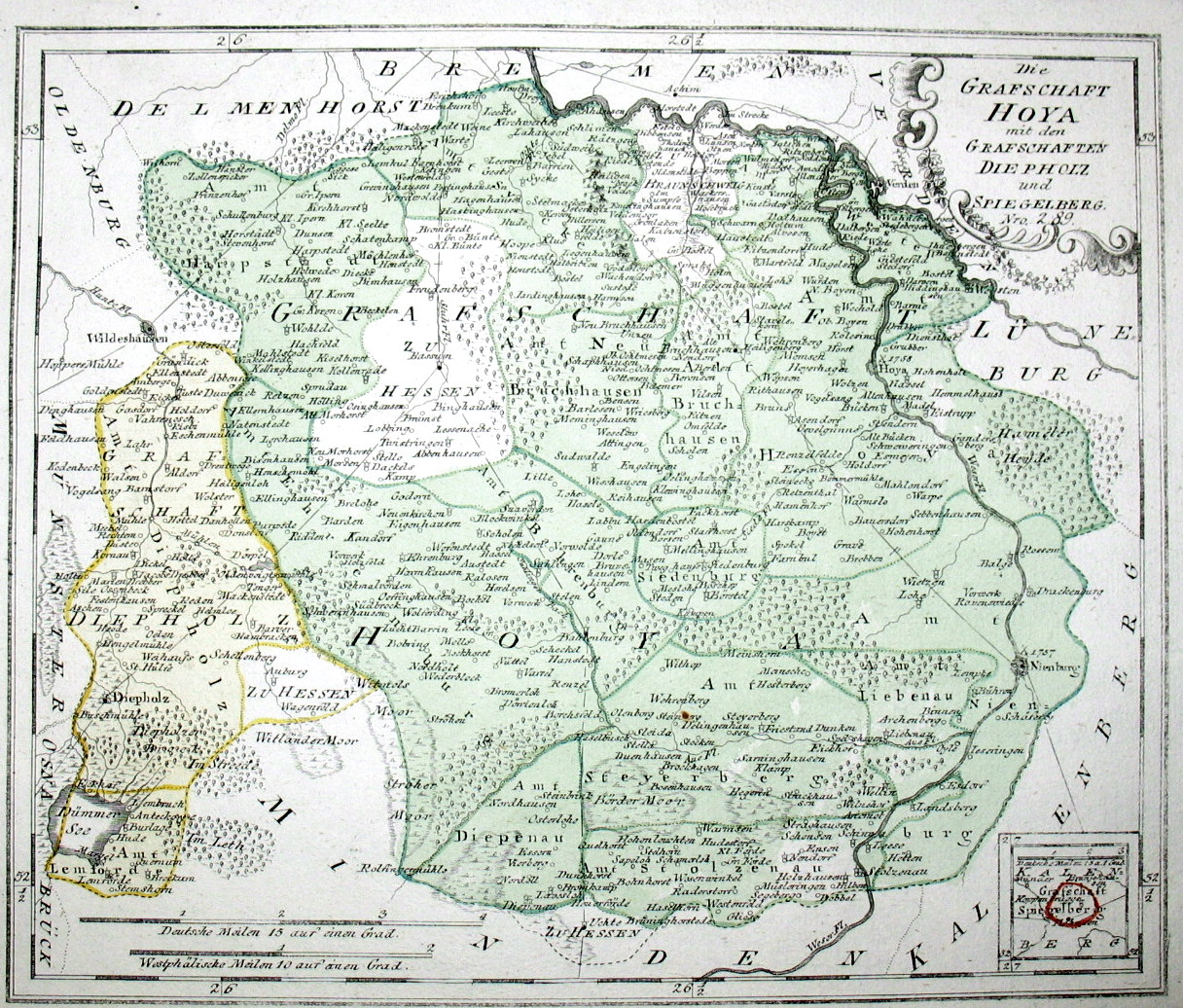
Grafschaft Diepholz (links) in einem Kupferstich von 1794

- Bistum Minden
  - 1236–1242 Wilhelm
  - 1242–1253 Johann
  - 1261–1266 Konrad als Kuno

- Bistum Osnabrück
  - 1109–1119 Gottschalk
  - 1424–1437 Johann
  - 1454–1455 Rudolf
  - 1455–1482 Konrad

- Bistum Utrecht
  - 1430–1455 Rudolf

## Schlösser und Burgen
- Auburg
- Diepholz
- Cornau
- Lembruch
- Lemförde